# Sisicus penifusifer
Sisicus penifusifer là một loài nhện trong họ Linyphiidae.
Loài này thuộc chi Sisicus. Sisicus penifusifer được miêu tả năm 1938 bởi Bishop & Crosby.